# Andreas Bausewein
Andreas Bausewein (Erfurt, 5 maggio 1973) è un politico tedesco, sindaco di Erfurt dal 1º luglio 2006.

## Biografia

### Infanzia e istruzione
Bausewein nacque a Erfurt nel 1973 e lì frequentò il liceo politecnico "Johannes Gutenberg", completando la formazione professionale come elettricista dal 1989 al 1993 e acquisendo poi la qualificazione di accesso all'università (Fachhochschulreife). Dopo il servizio civile con l'Arbeiter-Samariter-Bund di Erfurt, diventò un dipendente del gruppo parlamentare dell'SPD in Turingia per un anno nel 1995. Dal 1995 al 1999 portò a termine gli studi presso la Scuola Superiore di Scienze Applicate di Erfurt, ottenendo un diploma in pedagogia sociale. Completò infine gli studi post laurea alla Scuola Superiore di Pedagogia/Università di Erfurt nel 2002 come educatore laureato.
Dal 2002 al 2003, Bausewein lavorò come educatore sociale presso il Berufsfortbildungswerk nel carcere di Tonna. Lavorò poi come coordinatore delle qualifiche presso la Confederazione sindacale tedesca della Turingia.

### Attività politica
Bausewein ha aderito all'SPD nel 1990. Dal 1995 al 2004 ha presieduto la sezione giovanile dei socialisti della Turingia. Dal 2004 al 2006 è stato membro del Landtag della Turingia, l'assemblea legislativa dello stato. Nel maggio 2006, Bausewein ha vinto al ballottaggio le elezioni comunali con il 60,2% dei voti contro il candidato della CDU Dietrich Hagemann.